# Jack Hoobin
John "Jack" Hoobin (23 de junho de 1927 — 10 de junho de 2000) foi um ciclista australiano que competiu nos Jogos Olímpicos de Verão de 1948, representando a Austrália.